# Нік Голмс
Ніколас Джон Артур Голмс (англ. Nicholas John Arthur Holmes), більш відомий як Нік Голмс (англ. Nick Holmes; 7 січня 1971, Галіфакс, Велика Британія) — засновник і вокаліст гурту Paradise Lost.
У 1988 році, разом з Ґреґором Макінтошом, створив гурт Paradise Lost, відразу після закінчення середньої школи. Спочатку гурт грав дум-дез-метал. У цей період Голмс використовував гроулінг. Пізніше стиль гурту змінився. Голмс відмовився від гроулінга, почавши виконувати партії чистого вокалу (драматичного баритону), нарівні застосовуючи техніку харшу.
У вересні 2014 став вокалістом шведського гурту Bloodbath, в якому знову повернувся до використання гроулінгу.
У якості запрошеного музиканта записав пісню Gallows Bird з гуртом Trees of Eternity.
Також записав спільну пісню ...And a Cross Now Marks His Place з українським гуртом 1914.